# Ustalovač
Ustalovač je ve fotografické chemii vodný roztok chemických látek, sloužící k fixaci latentního obrazu, zviditelněného vývojkou. Použitý ustalovač se liší podle fotografického procesu, případně i jeho fáze, a požadovaného efektu (například barevného tónu). Některé méně běžné procesy pracují i bez speciálního ustalovače.
Principem ustalovače je rozpuštění a odstranění (absorbování) látek, které by na výsledném produktu mohly způsobit pokračování procesů vyvolání (obvykle tmavnutí vrstvy) v místech, kde to není žádoucí.

## Ustalovače pro černobílou fotografii
Základem ustalovačů pro běžné materiály černobílého procesu na bázi halogenidů stříbra (negativního i pozitivního) je obvykle thiosíran sodný, nebo látka s podobnými účinky. Ten zajistí rozpuštění stříbrných solí na místech, která nebyla exponována, ale neovlivní již vysrážené stříbro na místech, která byla exponována a vyvolána vývojkou. Zbytek se odstraní ve vypírací lázni. Tuto chemickou reakci lze zjednodušeně popsat rovnicí takto, i když ve skutečnosti dochází ke vzniku řady komplexních sloučenin:
AgBr + 2 S2O 2-
3  → [Ag(S2O3)2]3− + Br−
Ustalovací lázně většinou obsahují 20–40% thiosíranu sodného. Nižší koncentrace pracuje pomalu, vyšší než 50% nepracuje, protože nasycený roztok nepojme soli z fotografické vrstvy. Ustalovač je navíc obvykle okyselen hydrogensiřičitanem sodným nebo disiřičitanem draselným, aby se neutralizovaly zbytky alkalické vývojky. Nedostatečně kyselé ustalovače působí závoje nebo žlutohnědé skvrny. Někdy je doplněn ještě látkami, které vytvrdí vyvolanou želatinovou vrstvu (například kamenec), anebo urychlují ustalovací proces (chlorid amonný) a vzniká rychloustalovač. Po ustálení je potřeba materiál důkladně vyprat, aby se působením zbytkového thiosíranu dále neznehodnocoval. Existují i komerční přípravky, které pomáhají odstranit zbytky ustalovací lázně v emulzi – vypírací lázně (Hypo Clearing Agent – HCA), např. KODAK Hypo Clearing Agent nebo ILFORD Washaid. Vypírání lze urychlit jednoduchým 1% roztokem uhličitanu sodného.

## Příklady složení ustalovačů
Ve všech případech se jedná o vodné roztoky, množství odpovídá rozpuštění v 1l vody (nejlépe destilované):
- neutrální ustalovač (ORWO C 71) – 200g thiosíranu sodného
- kyselý ustalovač na černobílé negativy – 200g thiosíranu sodného, 25g disiřičitanu draselného
- rychle pracující ustalovač – např. ORWO C 73 (120g thiosíranu sodného, 80g chloridu amonného nebo thiosíranu amonného), anebo 200g thiosíranu sodného, 50g chloridu amonného, 20g disiřičitanu draselného (černobílý)
- ustalovač na barevné negativy (Fomacolor) – 200g thiosíran sodný, 10g siřičitan sodný, 10g kyselina octová ledová, 25g octanu sodného, 15g kamence hlinitodraselného
- ustalovač se sulfitem (užívaný např. v barevném procesu) – 200g thiosíranu sodného, 20g siřičitanu sodného
- utvrzující ustalovač na papíry – 60g octanu sodného, 30g kamence hlinitodraselného, 80g thiosíranu sodného
- utvrzující ustalovač pro inverzní filmy – 2g kyselina boritá, 32g octanu sodného, 45g thiosíranu amonného, 30g kamence, 200g thiosíranu sodného
- různé varianty bělicích ustalovačů – např. Fomacolor (FL 150) (35g Komplexon II, 23g chlorid železitý, 150g thiosíranu sodného, 15g siřičitanu sodného, 2,5g síromočoviny, čpavkem upravit na pH 6,7 až 7)

## Ustalovače v alternativních fotografických procesech
V historických či alternativních procesech se složení ustalovačů může lišit, anebo se liší koncentrace roztoku thiosíranu. Např. pro kalotypii a slaný tisk se používá 10 % roztok (100g na 1l vody) s přídavkem uhličitanu sodného (originální Talbotův postup), albuminový tisk 15 % roztok (150g thiosíranu sodného, 2g uhličitanu sodného na 1l vody), sépiový tisk – Van Dyke – 3 % roztok (30g thiosíranu sodného, 2g uhličitanu sodného na 1l vody). Pro fotografické procesy, které nejsou založeny na principu halogenidů stříbra (např. kyanotypie nebo anthotypie) nemusí být ustalovače vůbec potřeba (zbytky fotocitlivé vrstvy se vymyjí např. vodou) nebo se používají speciální vypírací lázně (platinový, příp. paladiový tisk).